# Eurycyde spinosa
Eurycyde spinosa là một loài nhện biển trong họ Ascorhynchidae. Loài này thuộc chi Eurycyde. Eurycyde spinosa được miêu tả khoa học năm 1916 bởi Hilton.